# Varallo
Varallo er en italiensk by (og kommune) i regionen Piemonte i Italien, med omkring 6.912(2023) indbyggere.  